# Nosferatu, fantôme de la nuit
Pour les articles homonymes, voir Nosferatu.
Ne doit pas être confondu avec Nosferatu le vampire.
Pour plus de détails, voir Fiche technique et Distribution.
Nosferatu, fantôme de la nuit (Nosferatu: Phantom der Nacht) est un film fantastique franco-allemand réalisé par Werner Herzog, sorti en 1979. Il s'agit d'un remake du film Nosferatu le vampire de 1922.

## Synopsis
À Wismar, en Allemagne, au XIXe siècle, Jonathan Harker vit heureux avec Lucy, sa jolie jeune femme. Il est soudainement missionné par Renfield, son étrange patron, pour se rendre sans délai dans les Carpates afin de négocier la vente d'une maison voisine de la sienne avec un certain comte Dracula. Après avoir laissé sa femme aux bons soins d'amis proches Jonathan prend sans plus tarder la route.
Arrivé non loin du but, à l'auberge, des villageois terrorisés le mettent en garde et tentent de le dissuader d'aller plus loin car il est bien connu dans la région que le comte serait en fait un vampire. Ignorant ces mises en garde, Jonathan poursuit sa route dans un paysage désolé de montagnes et de torrents, chemin qu'il effectue à pied, avant d'être rejoint la nuit tombée par une diligence qui le conduit au seuil d'un grand château en ruines. Il est accueilli par le comte Dracula en personne, un personnage à l'aspect inquiétant, d'une grande maigreur, d'une extrême pâleur et aux ongles démesurés. D'une grande courtoisie et onctueux, le comte affecte de veiller au confort de son hôte tout en le prévenant qu'il n'est pas disponible dans la journée. Au petit matin, Jonathan se réveille épuisé avec des marques sur le cou.
Pendant ce temps, Lucy, réveillée en sursaut, a d'horribles pressentiments et tombe en langueur. La nuit suivante, le comte reste en extase devant le médaillon que porte Jonathan et qui contient le portrait de Lucy. Apprenant que le bien à vendre est à deux pas de la maison de Jonathan, il signe alors précipitamment les papiers pour l'acquérir et s'y installer au plus vite. Au petit matin, Jonathan découvre le caveau où gît Dracula reposant dans son cercueil. Il se rend alors compte qu'il est prisonnier, ne pouvant sortir du château, il s'échappe par une fenêtre et se blesse gravement en tombant.
Pendant ce temps, les cercueils du comte sont chargés sur un voilier qui appareille pour Wismar, avec de la terre et des rats grouillant dans les cercueils. Au cours du long voyage, tous les hommes de l'équipage meurent ou disparaissent les uns après les autres. Ultime survivant, le capitaine, demeuré seul à bord, s'attache à la barre pour maintenir le cap dans le cas où il viendrait à son tour à mourir.
Arrivé à Wismar, le bateau accoste tout seul doucement à quai, son capitaine, mort, toujours ficelé à la barre. Les autorités montent à bord tandis que les rats quittent le navire et se répandent dans la ville. Peu après, la peste commence à tuer les habitants. Sur ces entrefaites, Renfield, qui a senti que son "maître" approche, s'échappe de l'asile.
Lucy, angoissée, sent comme une présence impalpable toute proche. De fait, Dracula rôde autour de la maison. Peu après, Jonathan arrive à son tour après avoir traversé toute l'Europe à cheval. Alors que Lucy, toute heureuse, se jette à son cou, il ne la reconnaît pas. C'est un mari complètement changé et devenu complètement étranger que sa femme retrouve.
Une nuit, Dracula pénètre dans la chambre de Lucy, qui comprend alors à qui elle a affaire. Après avoir fait part de ses craintes au médecin de la famille et constaté que celui-ci ne pourrait lui être d'aucune aide, elle décide de se sacrifier pour sauver les habitants de la calamité qui s'est abattue sur la petite ville. La nuit suivante, après avoir entouré Jonathan d'hosties pour l'empêcher d'entraver ses plans, elle s'offre au vampire et le retient dans ses bras jusqu'au lever du jour, ce qui est fatal à Dracula. Puis, vidée de son sang et à bout de force, elle meurt.
Jonathan, à son tour devenu vampire, s'échappe du cercle d'hosties dont sa femme l'avait entouré et va prendre la suite du comte.

## Fiche technique
- Titre : Nosferatu, fantôme de la nuit
- Titre original : Nosferatu: Phantom der Nacht
- Réalisation : Werner Herzog
- Scénario : Werner Herzog, adapté du roman Dracula de Bram Stoker
- Photographie : Jörg Schmidt-Reitwein
- Musique : Popol Vuh, Richard Wagner, Charles Gounod
- Ingénieur du son : Harald Maury
- Production : Werner Herzog
- Maquillage : Dominique Colladant et Reiko Kruk
- Pays d'origine : Allemagne de l'Ouest / France
- Langue : allemand / anglais / roumain
- Format : couleurs (Eastmancolor) - son mono
- Genre : Drame / Horreur
- Durée : 107 min
- Tournage : De mai à juin 1978
- Dates de sortie :
  - France : 17 janvier 1979
  - Allemagne de l'Ouest : février 1979, lors de la Berlinale

## Distribution
- Klaus Kinski (VF : lui-même) : le comte Dracula
- Isabelle Adjani (VF : elle-même) : Lucy Harker
- Bruno Ganz (VF : Dominique Paturel) : Jonathan Harker
- Roland Topor (VF : lui-même) : Renfield
- Jacques Dufilho (VF : lui-même) : le capitaine
- Walter Ladengast (VF : Jean-Henri Chambois) : Docteur Van Helsing
- Dan van Husen : Warden
- Jan Groth (VF : Jean-Pierre Dorat) : le capitaine du port
- Carsten Bodinus (VF : Michel Beaune) : Schrader
- Martje Grohmann : Mina
- Rijk de Gooyer : l'officiel de la ville (comme Ryk de Gooyer)
- Clemens Scheitz : le fonctionnaire
- Lo van Hensbergen
- John Leddy (VF : Francis Lax) : le cocher
- Margiet van Hartingsveld
- Tim Beekman : le porteur de cercueil

Werner Herzog interprète la personne qui enfonce son pied dans le cercueil et a son orteil mordu par un rat.

## Production

### Remake du film de 1922
Nosferatu, fantôme de la nuit est un remake du film muet Nosferatu le vampire réalisé en 1922 par Friedrich Wilhelm Murnau. Werner Herzog a développé le côté solitaire et tragique du personnage du vampire Nosferatu, au-delà de son aspect de prédateur.

### Tournage

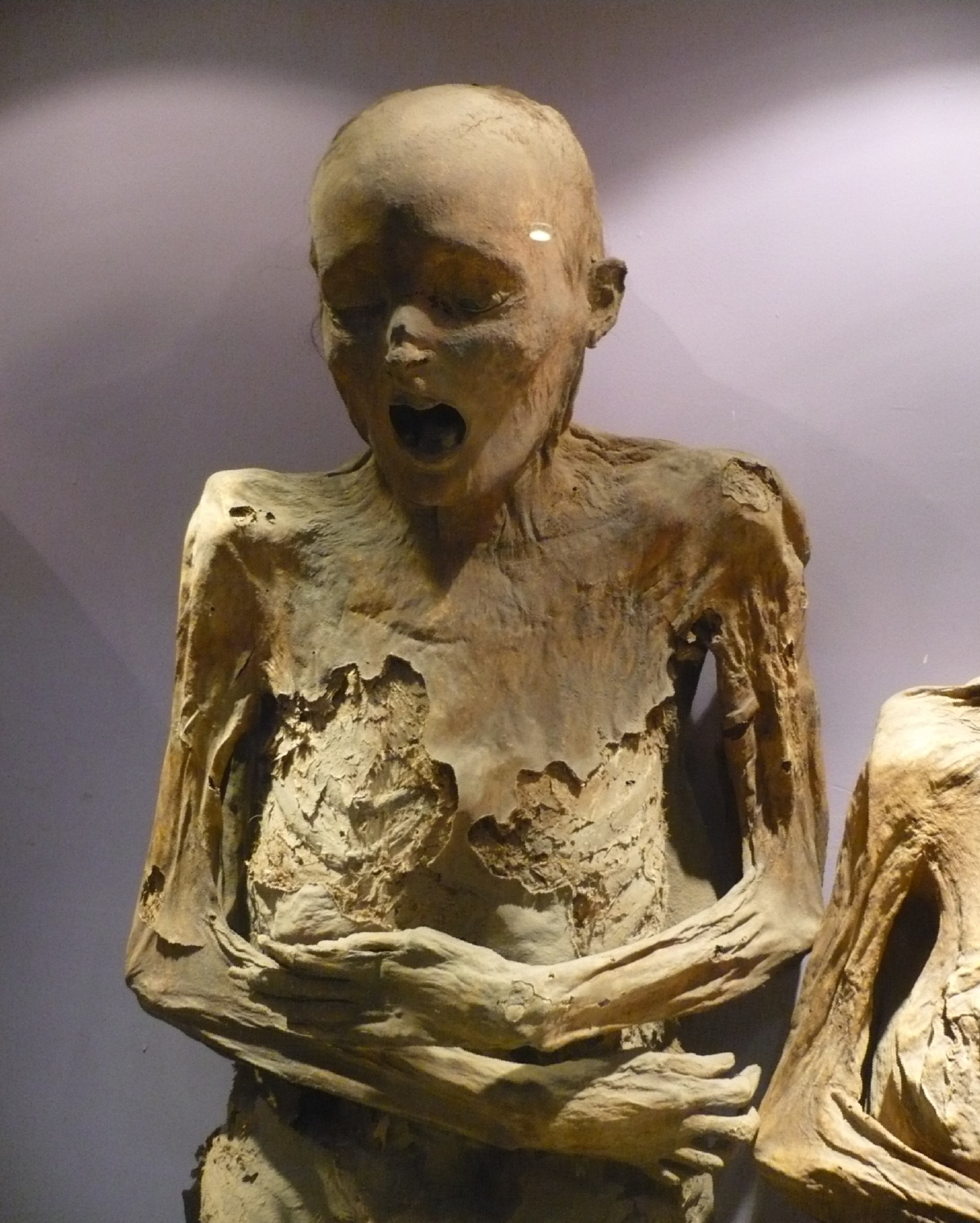
Une des momies du musée de Guanajuato.

La séquence d'ouverture du film, mise en musique par le groupe Popol Vuh, a été filmée par Herzog lui-même au musée des momies à Guanajuato au Mexique, où un grand nombre de corps de victimes d'une épidémie de choléra survenue en 1833 sont présentés au public. Herzog avait vu ces momies naturellement momifiées lors d'une visite à Guanajuato dans les années 1960. À son retour dans les années 1970, il a sorti les momies des vitrines dans lesquelles elles sont exposées et les a dressées contre un mur, en les classant séquentiellement de l'enfance à la vieillesse.
Les autres sites de tournage sont :
Aux Pays-Bas (province de Hollande-Méridionale)
- Oostvoorne : la plage
- Delft
- Schiedam

En Allemagne
- Lübeck (Schleswig-Holstein)
- Gorge de la Partnach (Bavière)

En Tchécoslovaquie
- Château de Pernštejn, Nedvědice pod Perstejnem, (actuellement République tchèque)
- Telč, République tchèque
- Hautes Tatras (actuellement Slovaquie) : les Carpathes

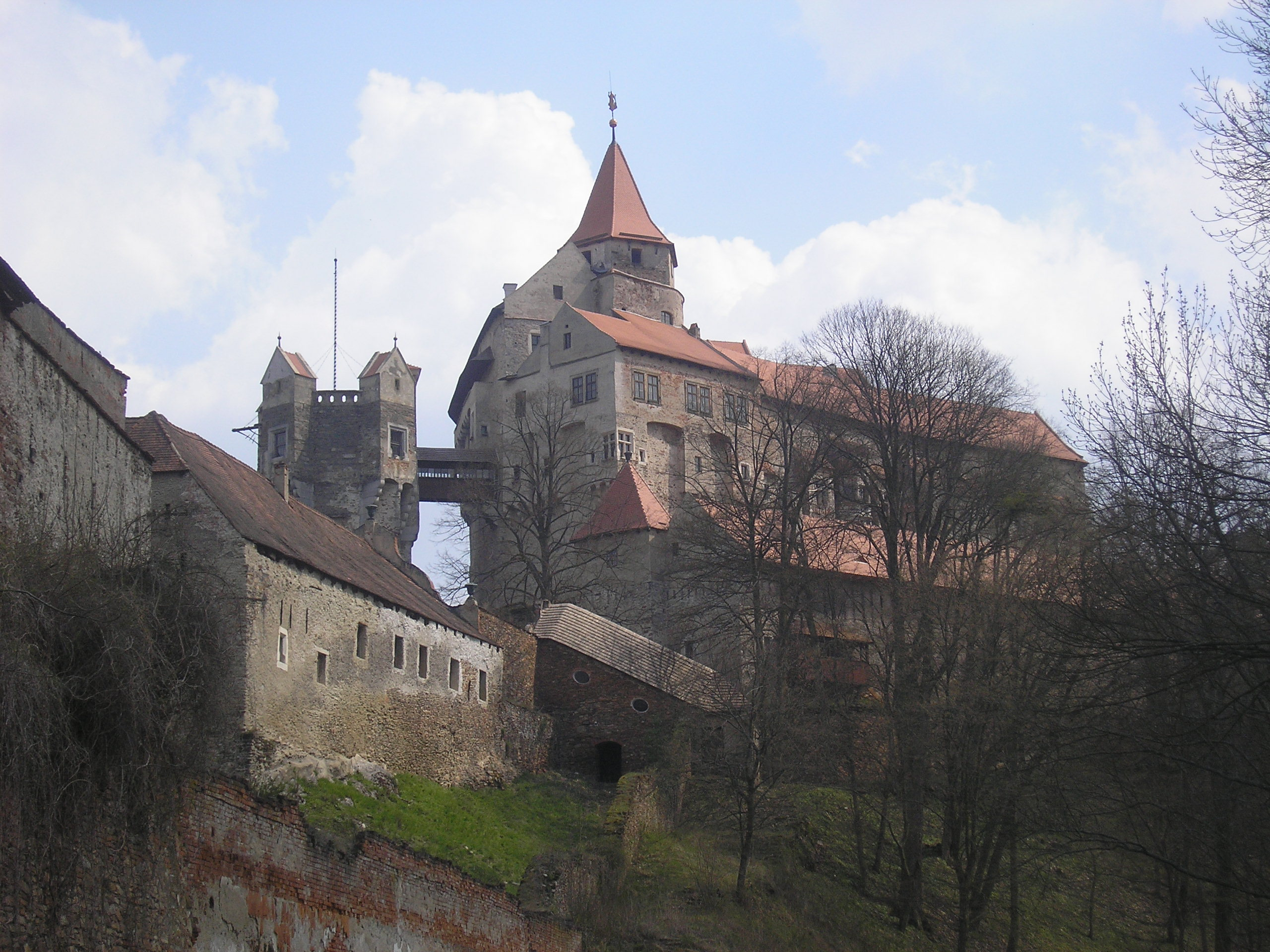
Château de Pernštejn comme résidence de Dracula
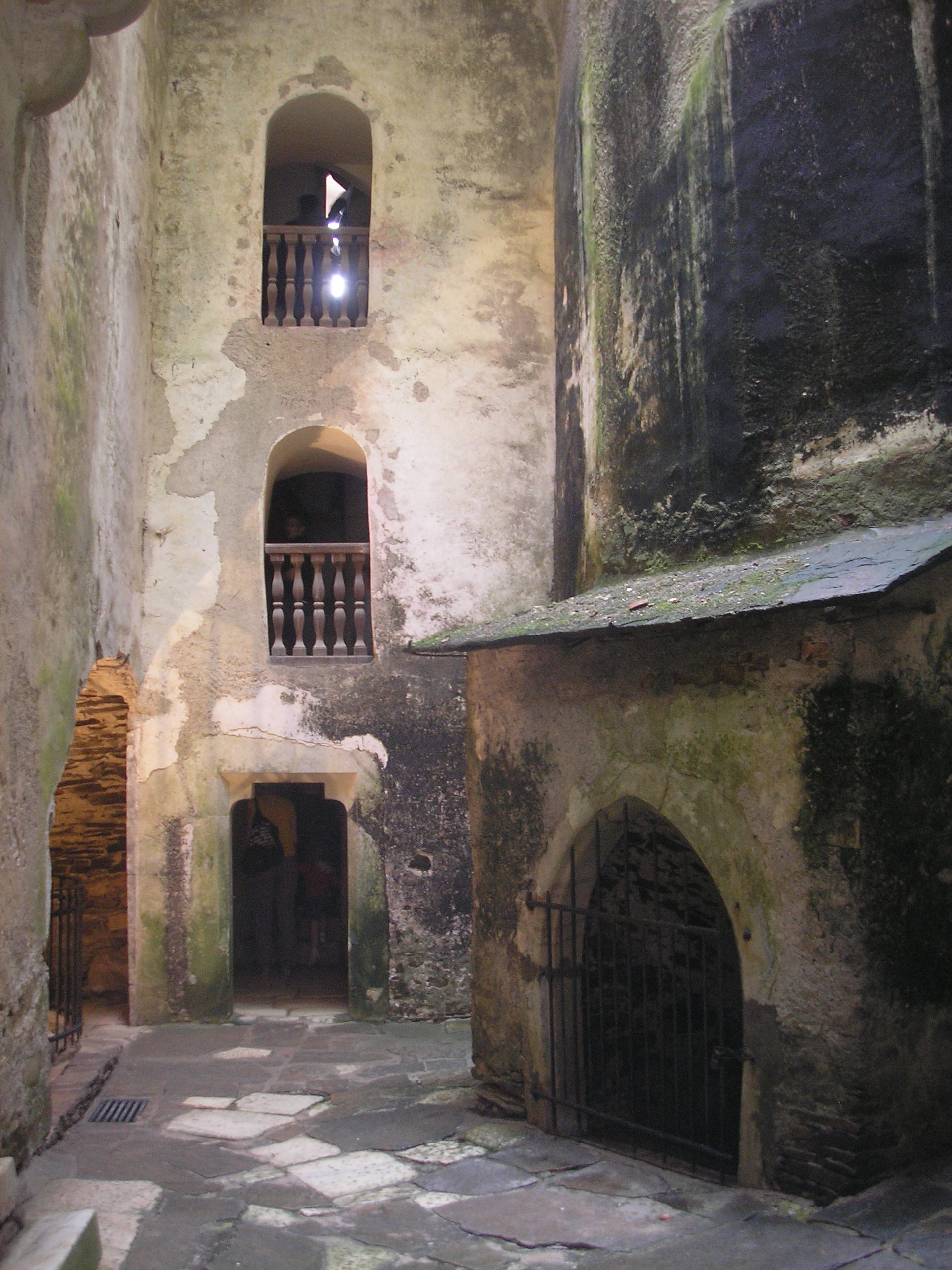
Salle intérieure du château de Pernštejn avec, à droite, l'entrée de la crypte de Dracula dans le film
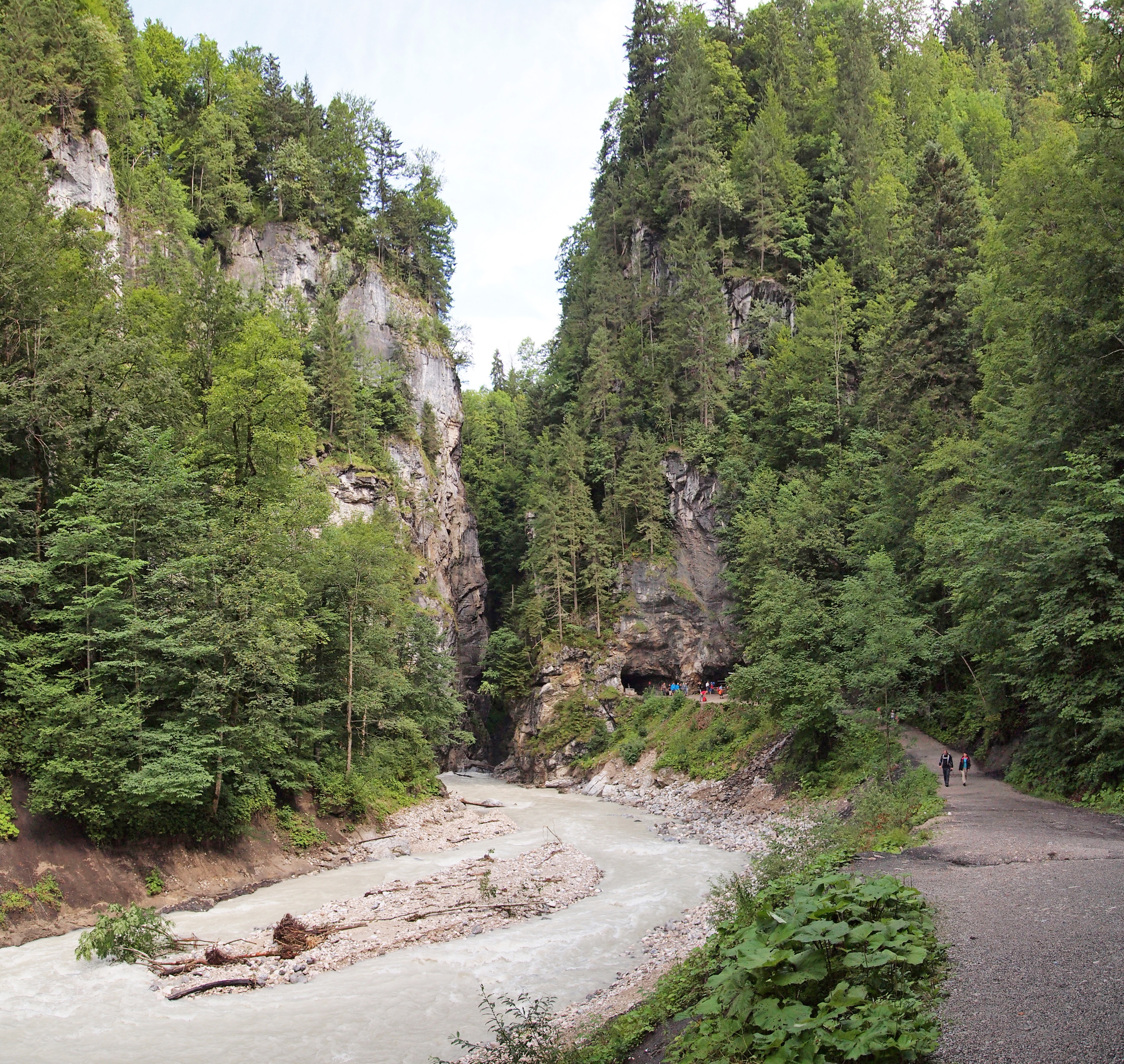
la rivière Partnach près de Garmisch-Partenkirchen, où a été filmé le voyage de Harker en Transylvanie
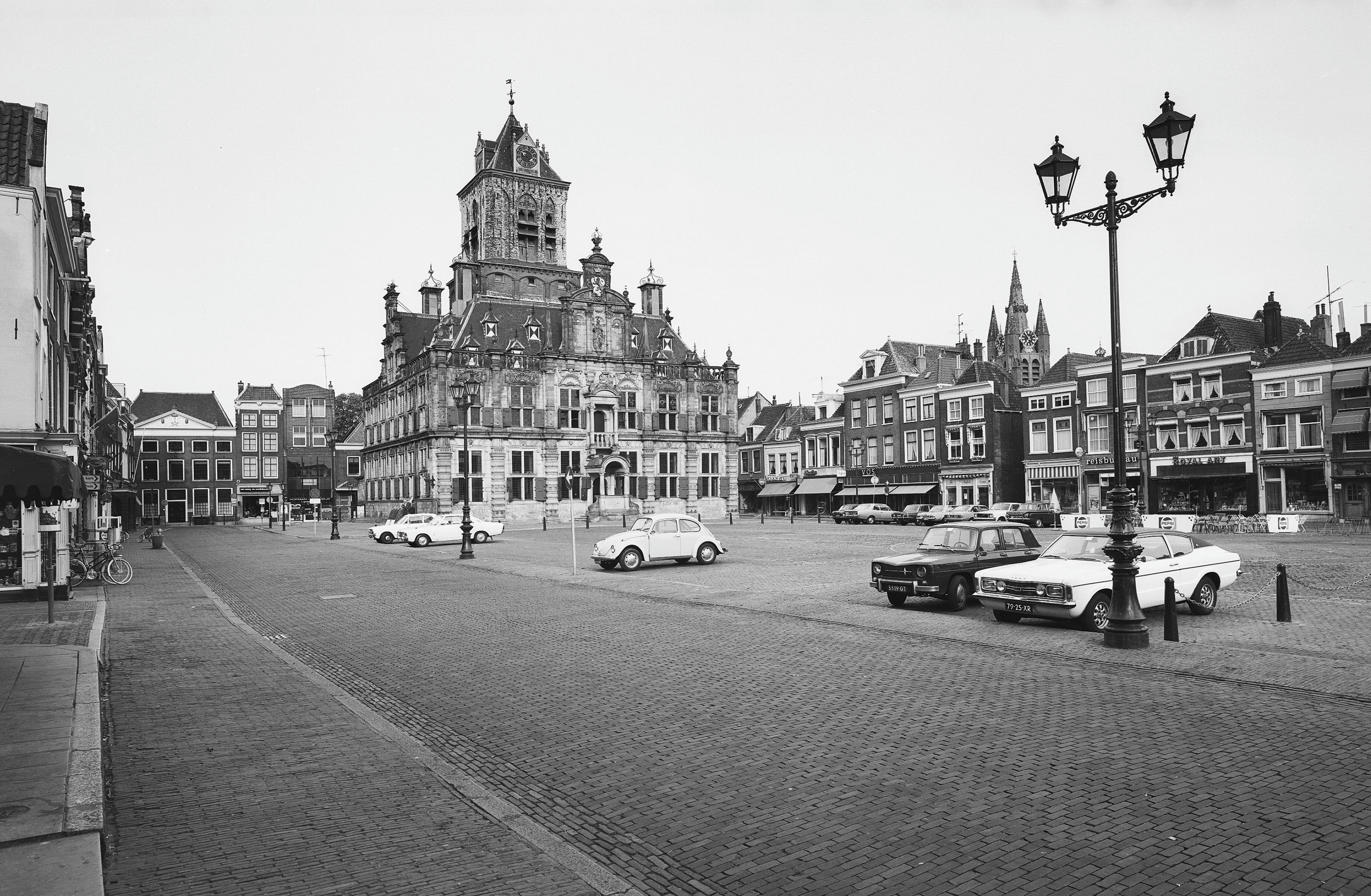
L'hôtel de ville et le marché de Delft ont servi de centre à Wisborg (ca. 1975)
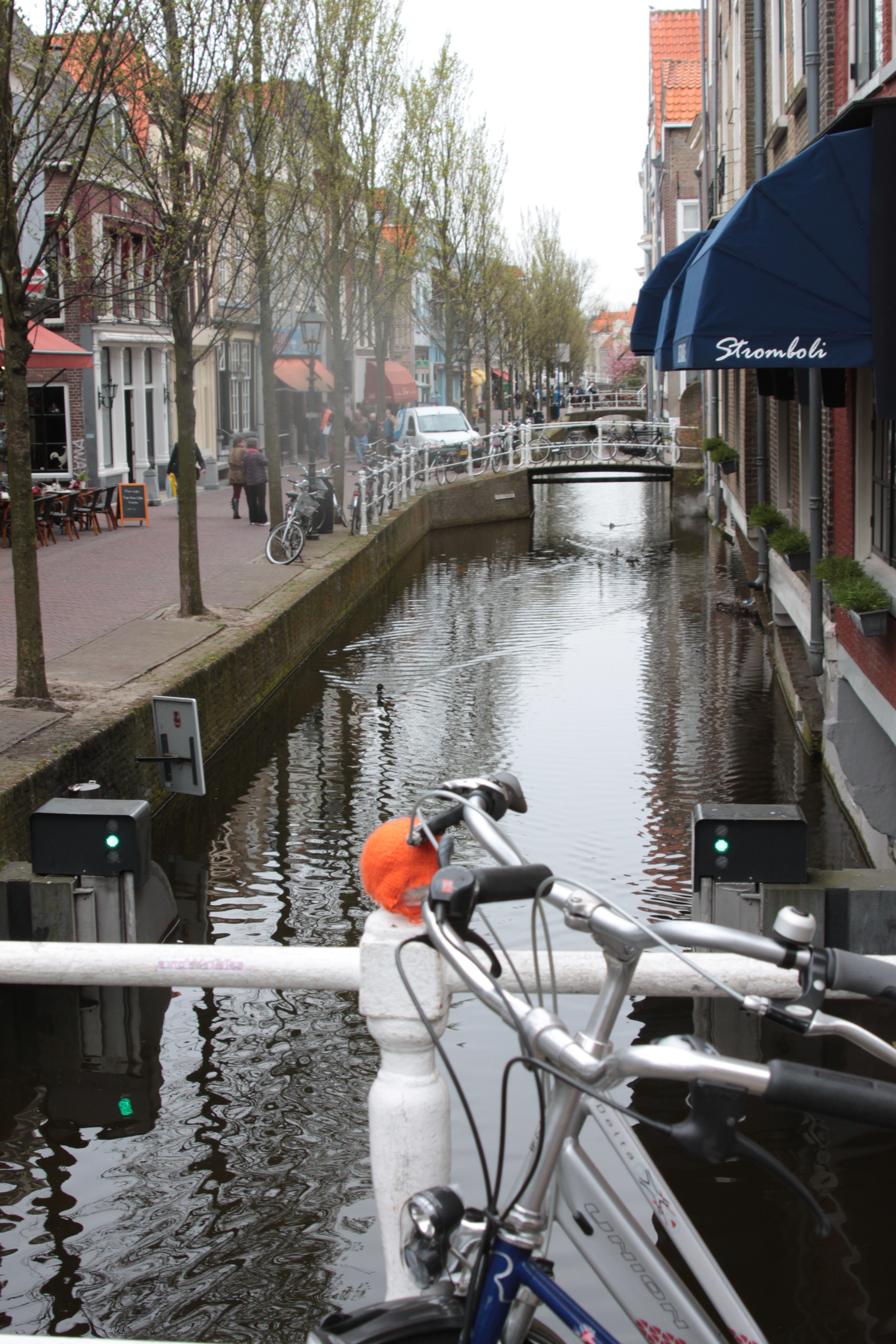
Voldersgracht à Delft en tant que Wisborg (ca. 2013)
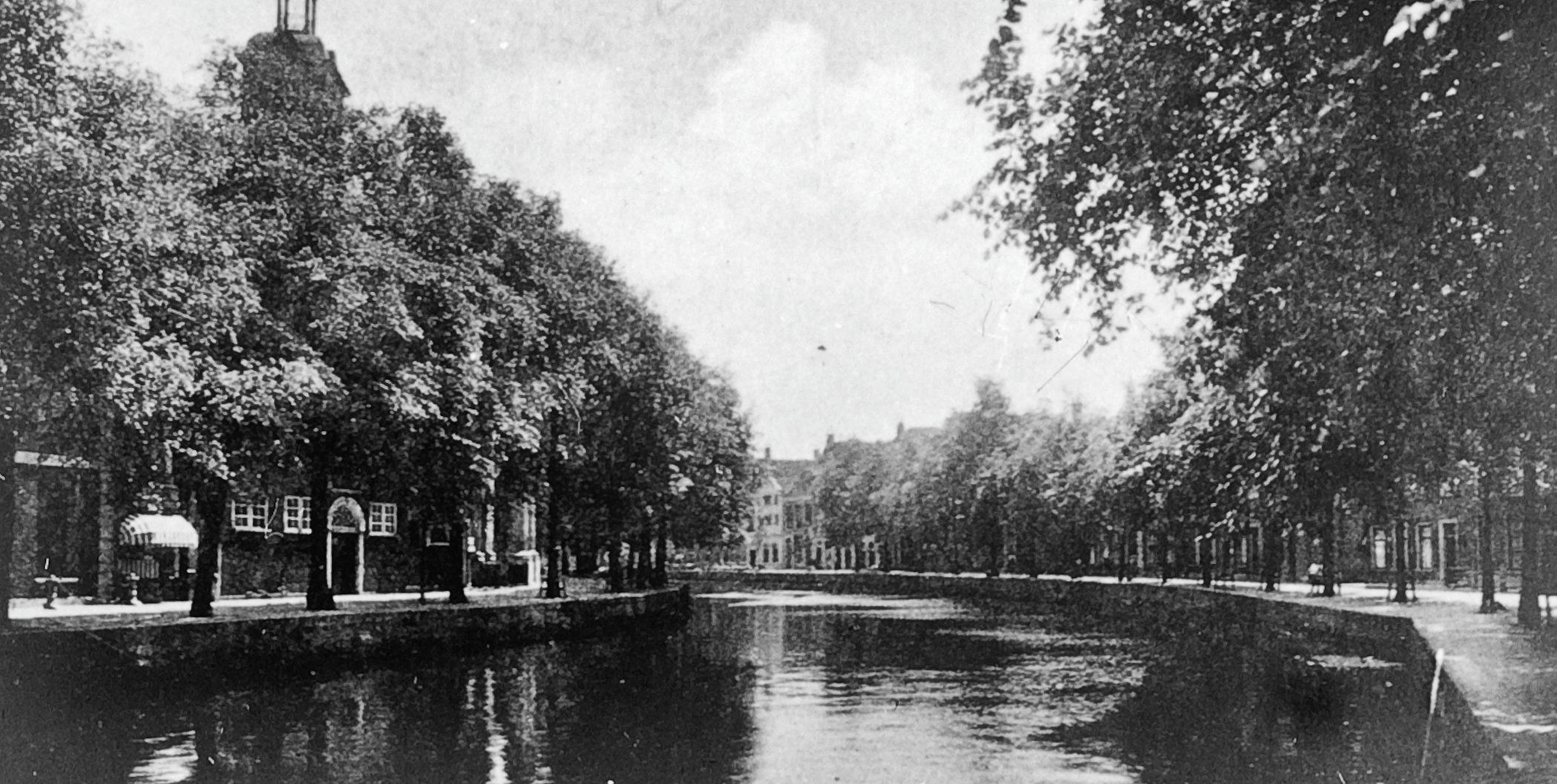
Nieuwe Haven de Schiedam comme port de Wisborg (ca. 1942)
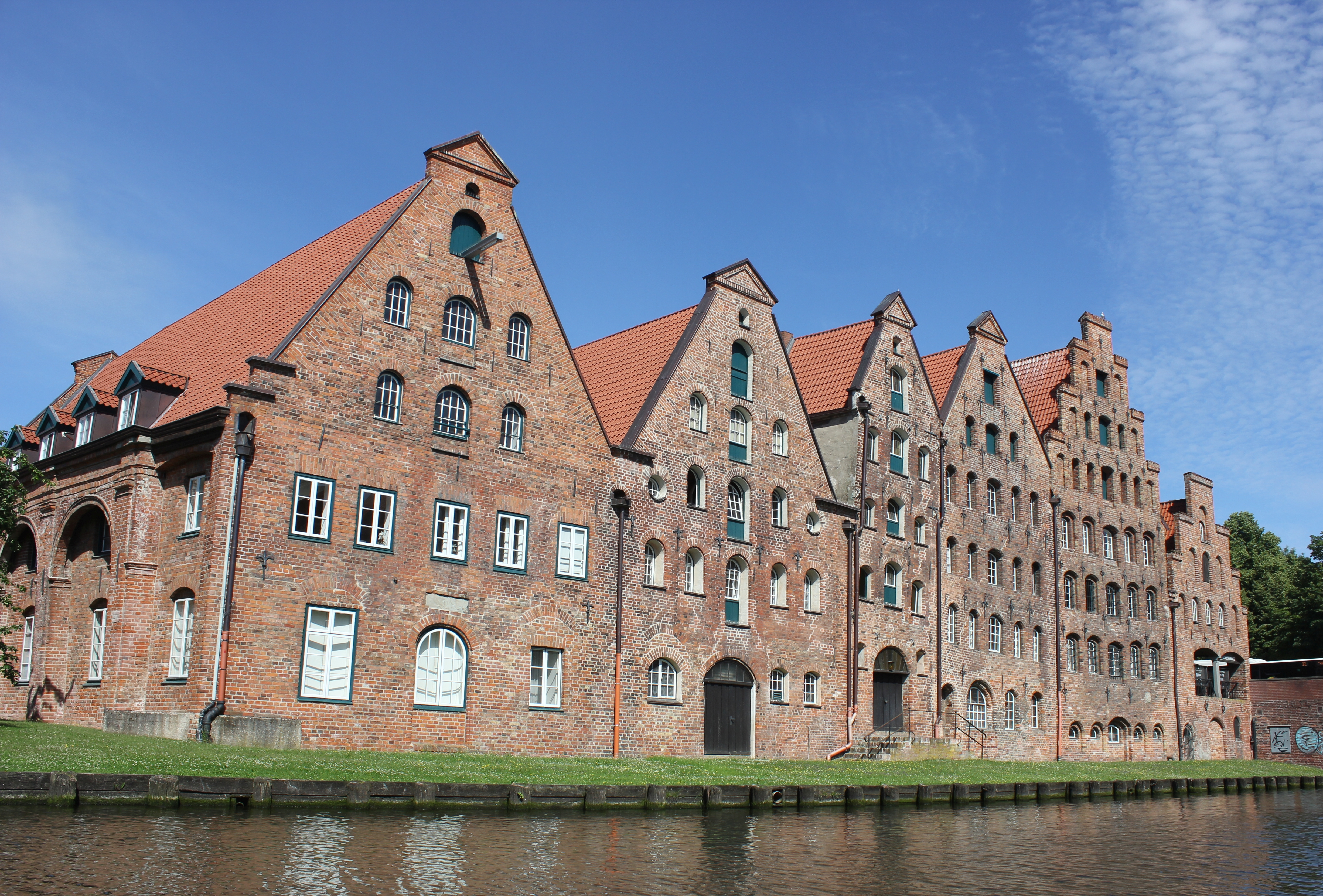
Grenier à sel de Lübeck comme nouvelle propriété de Dracula à Wisborg

## Accueil critique
L'année de sa sortie aux États-Unis, Roger Ebert reproche au film une lenteur exagérée et qui malgré des images intéressantes n'arrive pas à créer de frissons chez le spectateur.
L'année de sa sortie en France, Le Monde souligne la beauté picturale qui parcourt le film à l'aide de couleurs « surréelles » ainsi que d'images délirantes.
En 1982, le critique William K. Everson le considère comme un échec et ce malgré ses qualités, car Herzog a préféré coloriser le Nosferatu de 1922 plutôt que de créer le sien propre.

## Adaptation
Le film est adapté sous forme de jeu vidéo sur ordinateur Amstrad CPC, Commodore 64 et ZX Spectrum en 1986, sous le titre Nosferatu the Vampyre.